# ジャスティン・ウォン＝オランテス
ジャスティン・ウォン=オランテス（Justine Wong-Orantes、1995年10月6日 - ）は、アメリカ合衆国の女子バレーボール選手である。アメリカ合衆国代表。

## 来歴
父親がメキシコ人、母親がフィリピン系中国人。両親がバレーボール選手とコーチであり、6歳のときにバレーボールを始めた。Los Alamitos高校を卒業後、2013年からネブラスカ大学に進学。2015年のNCAA女子バレーボール選手権で優勝を果たした。2017年にアメリカ代表に初選出され、同年のワールドグランプリでデビューした。2019年のワールドカップでは銀メダルを獲得した。2021年のネーションズリーグで金メダルを獲得し、ベストリベロ賞を受賞した。東京2020オリンピックではアメリカ初の金メダル獲得に大きく貢献し、自身もベストリベロ賞を受賞した。
2024年に開幕予定のリーグ・ワン・バレーボールではオマハ所属となることが発表されている。

## 球歴
- オリンピック - 2021年、2024年
- 世界選手権 - 2022年
- ワールドカップ - 2019年
- グラチャン - 2017年
- ワールドグランプリ - 2017年
- ネーションズリーグ - 2018年、2019年、2021年、2022年、2023年、2024年

## 受賞歴
- 2019年 - パンアメリカンカップ ベストレシーバー賞、ベストリベロ賞
- 2021年 - ネーションズリーグ ベストリベロ賞
- 2021年 - 東京2020オリンピック ベストリベロ賞

## 所属クラブ
- ネブラスカ大学
- シュヴェリーンSC（2019-2020年）
- VC Wiesbaden（2020-2022年）
- Béziers Volley（2022-2023年）
- SCポツダム（2023-2024年）
- LOVBオマハ（2024年-）